# 板谷宮吉 (2代)
2代板谷 宮吉（いたや みやきち、1885年（明治18年）5月16日 - 1962年（昭和37年）12月22日）は、日本の実業家、政治家。貴族院多額納税者議員、小樽市長。旧名・真吉。

## 経歴
北海道出身。実業家、初代・宮吉の長男として生まれる。1909年（明治42年）早稲田大学商科を卒業。
1912年、板谷商船取締役に就任。1924年（大正13年）先代の死去により家督を相続して2代・宮吉を襲名し、板谷商船社長、樺太銀行頭取に就任。その他、板谷生命保険社長、 (株) 十合呉服店会長、北海貯蓄銀行頭取、尾張時計監査役、黒姫汽船 (資) 代表社員、肥料調査委員会委員、北海道拓殖計画調査会委員などを務めた。
1926年（大正15年）北海道多額納税者として補欠選挙で貴族院多額納税者議員に互選され、同年6月25日に就任し、1947年（昭和22年）5月2日の貴族院廃止まで在任した。また、1933年（昭和8年）12月11日、小樽市長に就任し、1937年（昭和12年）12月10日まで在任。港湾施設の整備、朝里川上水道工事の実施、失業事業の拡充、競技場の設置、開道70周年記念大博覧会の開催などの施策を推進し、小樽市の振興に大きく貢献した。市立小樽中学校（現在の小樽市立長橋中学校）設立時には、敷地1万坪と現金20万円（2010年頃の価値で約4億円）を寄付している。ちなみに小樽市長在任中、市長としては無報酬だったという。

## 親族
- 父 板谷宮吉（初代）
- 義兄 板谷順助（父の養子）[9]
- 息子 板谷宮吉（3代） - 前名・板谷真満。岳父に岩村薩馬（岩村通俊三男）。[10][11]